# フィリップ・ショウォルター・ヘンチ
フィリップ・ショウォルター・ヘンチ（Philip Showalter Hench、1896年2月28日 - 1965年3月30日）はアメリカ人の医師で、1948年にエドワード・カルビン・ケンダルとともに副腎皮質ホルモンのコルチゾンを関節リウマチの治療に用いる研究を行った。そしてケンダル、タデウシュ・ライヒスタインとともに諸種の副腎皮質ホルモンの発見およびその構造と生物学的作用の発見の功績によりノーベル生理学・医学賞を受賞した。
彼はペンシルベニア州のピッツバーグで生まれ、ジャマイカのオーチョ・リオスで死去した。

## 受賞歴
- 1949年 ラスカー・ドゥベーキー臨床医学研究賞
- 1950年 ノーベル生理学・医学賞、パサノ賞

## 参照
- Nobel Biography
- Biography